# Metaporus orientalis
Metaporus orientalis là một loài bọ cánh cứng trong họ Bọ nước. Loài này được Toledo & Hosseinie miêu tả khoa học năm 2003.